# Láudano

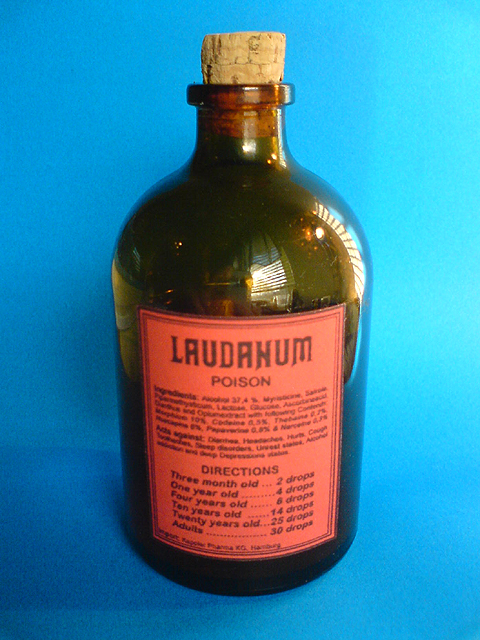
Frasco inglês de 100 ml

O láudano (AFI: [ˈlɔːdənəm] LAW-dən-əm; em alemão: laudanum; do latim: laudare; lit. "louvar"; ou ainda do latim: ladănvm; uma forma corrompida do neolatim: labdanum; que veio do do grego clássico: λάδανον; romaniz.: ládanon; e que, por sua vez, veio do do persa: لادان; romaniz.: ladan, um suco resinoso ou goma obtida de vários tipos de arbustos Cistus, originários da costa do Mediterrâneo), também conhecido como tintura de ópio, suco de papoula (em latim: Laudanum liquidium) e macônio, é o termo utilizado na literatura médica para designar um medicamento, feito originalmente à base de vinho branco, açafrão, cravo, canela e ópio, desenvolvido pelo alquimista Paracelso, no século XVI, embora haja dúvidas se o láudano de Paracelso continha ópio. Já no século XIX, na Inglaterra vitoriana, a mistura poderia conter uísque, ao invés de vinho. 
O láudano foi utilizado até o início do século XX para tratar todo tipo de dor ou mal-estar.

## Propriedades farmacológicas
O álcool e o ópio têm efeito sedativo e analgésico, causando bem-estar, sem todavia tratar a causa da doença, que pode seguir avançando. Como o álcool, o ópio causa maior perda de líquidos e dependência química. O ópio também causa diminuição do ritmo cardíaco e da respiração. Pacientes com sudorese e vômitos morriam por desidratação; pacientes com problemas respiratórios morriam por insuficiência respiratória e aqueles com problemas cardíacos, morriam por insuficiência cardíaca e infecções que podiam complicar e avançar para sepse. Para piorar, o láudano era muito usado por grávidas, o que causava malformações fetais. Também era usado como calmante para crianças agitadas e também em mulheres, no tratamento de "histeria" e "melancolia".

## Tipos
A partir do século XVII, os principais tipos eram::
- Láudano de Sydenham (clássico): ópio, açafrão, cravo, canela e vinho.
- Láudano de Rousseau: ópio cozido e fermentado com mel e cerveja.
- Láudano vitoriano: ópio diluído em uísque ou gin.

Muitos médicos famosos tinham um láudano com o seu nome. O láudano de Sydenham foi a principal preparação líquida contendo ópio, usada na Inglaterra no século XVII, com grande aceitação na Europa e nas Américas até o início do século XX.